# Onychocrinus
Onychocrinus Lyon e Cassidy, 1860 è un genere estinto di echinodermi, appartenente ai crinoidi. Visse nel Carbonifero inferiore - medio (circa 345-315 milioni di anni fa) e i suoi resti fossili sono stati ritrovati in Nordamerica e in Europa.

## Descrizione

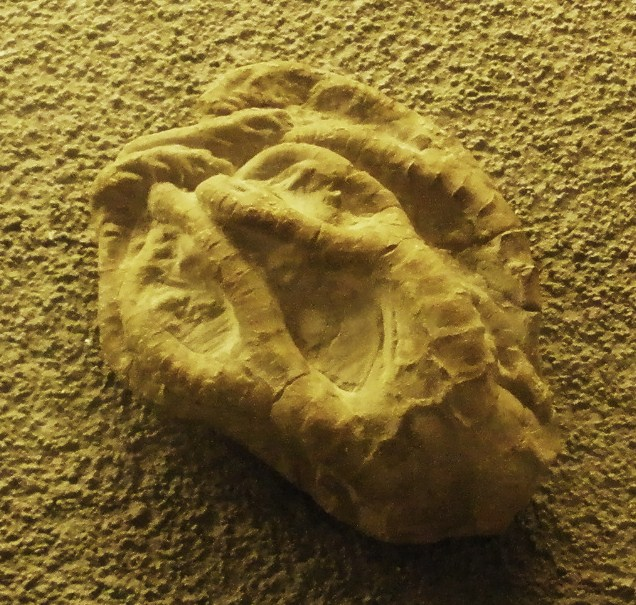
Fossile di Onychocrinus exculptus

Questi crinoidi possedevano una forma particolare: la corona era molto bassa ed era costituita da tozze braccia, supportata da cinque raggi principali. Le braccia erano ramificate ripetutamente e andavano a formare ulteriori braccia di dimensioni ridotte. Come in altri crinoidi simili, le braccia uniseriate erano sprovviste di pinnule ed erano arrotolate verso l'interno. Il peduncolo era allungato, a sezione circolare e più allargato in prossimità del calice. Era inoltre presente un tubo anale (come in altri generi simili, ad esempio Taxocrinus).

## Tassonomia
Il genere Onychocrinus venne descritto per la prima volta nel 1860 da Lyon e Cassidy; la specie tipo è Onychocrinus exculptus, i cui fossili provengono dal sito di Crawfordsville, in Indiana. Altri fossili di Onychocrinus provengono da numerosi stati americani (tra cui Illinois, Iowa, Alabama, Kentucky, Oklahoma), dall'Alberta e dall'Europa (Irlanda, Germania, Scozia). Onychocrinus fa parte dell'ordine dei Taxocrinida, un gruppo di crinoidi della sottoclasse Flexibilia caratterizzati da braccia uniseriate ripiegate verso l'interno e dalla presenza di un tubo anale. Onychocrinus è stato ascritto alla famiglia Synerocrinidae.